# Айман Тагер
Айман Тагер Канділ (араб. ایمن طاهر; нар. 7 січня 1966, Єгипет) — єгипетський футболіст, воротар.

## Клубна кар'єра
Футбольну кар'єру розпочав у «Замалеку». У Прем'єр-лізі Єгипту дебютував 1980 року. Завершив кар'єру гравця 1991 року.

## Кар'єра в збірній
У 1990 році головний тренер єгипетської збірної Махмуд Ель-Гохарі викликав Алаа для участі в чемпіонаті світу 1990 року в Італії. На цьому турнірі єгиптяни провели 3 матчі групового етапу: з Нідерландами (1:1), з Ірландією (0:0) та з Англією (0:1). Проте в жодному з них Айман на поле не виходив, оскільки залишався дублером Ахмеда Шобаїра. З 1989 по 1990 рік провів 2 матчі за національну команду.